# Nick Wyman
Nicholas Wyman, detto Nick (Portland, 18 maggio 1950), è un attore statunitense, attivo in campo teatrale, televisivo e cinematografico.

## Biografia
Dopo gli studi ad Harvard, Nicholas Wyman fece il suo debutto a Broadway nei primi anni settanta nel musical Grease e da allora vi ha recitato in una quindicina tra opere di prosa e musical; di particolare rilievo sono la sua interpretazione del ruolo di Freddy Eynsford-Hill in My Fair Lady nel 1981 e quello di Monsieur Firmin nella produzione originale di The Phantom of the Opera nel 1988.
Alla carriera teatrale ha affiancato quella cinematografica e televisiva. Sul piccolo schermo è apparso in diversi episodi di serie televisive come Veep - Vicepresidente incompetente, Boardwalk Empire - L'impero del crimine e Law & Order, mentre al cinema è apparso in una dozzina di film, tra cui Il seme della gramigna, Un amore a 5 stelle, Igby Goes Down e Split.
È stato presidente del sindacato attori (Equity) dal 2010 al 2015.

## Filmografia parziale

### Cinema
- Il seme della gramigna (Weeds), regia di John Hancock (1987)
- Un biglietto in due (Planes, Trains and Automobiles), regia di John Hughes (1987)
- L'allegra fattoria (Funny Farm), regia di George Roy Hill (1988)
- Die Hard - Duri a morire (Die Hard with a Vengeance), regia di John McTiernan (1995)
- Private Parts, regia di Betty Thomas (1997)
- Igby Goes Down, regia di  Burr Steers (2002)
- Un amore a 5 stelle (Maid in Manhattan), regia di Wayne Wang (2002)
- Synecdoche, New York, regia di Charlie Kaufman (2008)
- Burning Blue, regia di D.M.W. Greer (2013)
- Split, regia di M. Night Shyamalan (2016)

## Doppiatori italiani
- Giovanni Petrucci in Die Hard - Duri a morire